# Delphinium densiflorum
Delphinium densiflorum là một loài thực vật có hoa trong họ Mao lương. Loài này được Duthie ex Huth mô tả khoa học đầu tiên năm 1895.